# Mutterarchetyp
Der Mutterarchetyp, auch Große Mutter oder Urmutter, ist einer der wichtigsten Archetypen in Carl Gustav Jungs Analytischer Psychologie.

## Charakteristik
Er steht für die im Unbewussten verankerte Vorstellung einer gebärenden, Schutz gewährenden Frau, hat aber auch ambivalente und negative Aspekte, so etwa in der Form der zerstörenden, verschlingenden Mutter. Kennzeichnend für „das Mütterliche“ sind „das Gütige, Hegende, Tragende, das Wachstum, Fruchtbarkeit und Nahrung spendende“, „die Weisheit und die geistige Höhe jenseits des Verstandes“, „die magische Autorität des Weiblichen“. Der Archetyp steht für eine „Stätte der magischen Verwandlung, der Wiedergeburt“, für „den hilfreichen Impuls, das Geheime, Verborgene, das Finstere, den Abgrund, die Totenwelt“, aber auch das „Verschlingende, Verführende, Vergiftende, das Angsterregende und Unentrinnbare“.
Bei Jungen steht der Mutterarchetyp in enger Verbindung zur Anima, einem weiteren wichtigen Archetyp, der die weiblichen Züge in der Psyche des Mannes verkörpert. Die Herauslösung der Anima aus dem Mutterarchetyp stellt einen wichtigen Schritt im männlichen Entwicklungsprozess dar.

## Erscheinungsformen
Als Erscheinungsformen auf einer alltäglichen Ebene nennt Jung neben der persönlichen Mutter Stief- und Schwiegermutter, Amme und Kinderfrau; dazu kommen die Ahnfrau, die Weiße Frau der Volksmythen. Auf einer höheren Ebene schlägt sich der mütterliche Anima-Archetyp in allen Formen weiblicher Gottheiten nieder, angefangen von Isis, Kybele, Astarte, Parvati, Mitra und Al-Lāt
über Gaia und Demeter, Hera, Athene und Aphrodite bis hin zur christlichen Mutter Gottes. Die Große Göttin von Chaldäa hieß Magna Dea.
Aber auch Abstrakta wie Kirche („Heilige Mutter Kirche“) und Universität (Alma Mater), das (eigene) Land oder die Stadt werden genannt, weiterhin Himmel und Erde, Wald, Meer und stehende Gewässer, die Materie, die Unterwelt und der Mond. Dazu kommen als „Geburts- und Zeugungsstätten“ Acker, Garten, Fels, Höhle, Baum, Quelle, tiefe Brunnen sowie das christliche Taufbecken. Weitere Ausprägungen des Mutter-Archetyps sind nach Jung „hilfreiche“ Tiere wie Kuh und Hase, aber auch viele Blumen, insbesondere wenn sie als „Gefäß“ auftreten (Rose, Lotos) oder in Mandalas aufgegriffen werden, sowie überhaupt jede – an die Gebärmutter erinnernde – Hohlform wie Topf, Backofen oder auch die (Schrauben)mutter.
Ambivalente Mutter-Archetypen sind insbesondere die in vielen Kulturen anzutreffenden Schicksalsgöttinnen wie Parzen, Nornen oder Graien. Als nefaste Mutter-Archetypen werden alle verschlingenden bzw. umschlingenden Tiere wie Drachen, Schlangen und große Fische (vgl. Jonas und der Wal) betrachtet, weiter das Grab, der Sarkophag, die Wassertiefe, der Tod, Hexen und Nachtmahre sowie alle Arten von „Kinderschreck“.

## Wirkungen
Der Mutter-Archetyp entfaltet seine Wirkung zum einen in Träumen, dort insbesondere auch in seiner unheilvollen Ausprägung, etwa als den Träumer verschlingendes Meer. Aber auch die Mythen, Sagen und Märchen aller Völker sind voll von Göttinnen, weisen Frauen, Hexen, Drachen, von verwunschenen Wäldern und Gärten, von geheimnisvollen Höhlen, Brunnen und dergleichen. Eine besondere, in gewisser Weise redundante Ausprägung erfährt der Mutterarchetyp in der Gestalt der Wasserfrau oder auch Nixe und Meerjungfrau. Die – erfolgreiche – Herauslösung der Anima aus dem Mutterarchetyp wird insbesondere in den verbreiteten Märchen und Sagen thematisiert, in denen ein Ritter einen Drachen (also einen Mutterarchetyp) töten muss, um die Hand einer Prinzessin (= Anima) zu gewinnen.
In der neueren Belletristik wird die Große Mutter, der Mutterarchetyp, insbesondere in Hermann Hesses Roman Demian thematisiert, wo er als „Frau Eva“ auftritt.

## Pathologische Folgen
Nach Jung projiziert das Kind häufig den im kollektiven Unbewussten der Menschen angelegten Mutterarchetyp auf seine persönliche Mutter bzw. deren Vertreterin und schreibt ihr dadurch Eigenschaften zu, die ihr selbst gar nicht anhaften. Dies könne zur Entwicklung kindlicher Neurosen führen und insbesondere die Entstehung eines Mutterkomplexes begünstigen. Ähnliche Wirkungen seien zu erwarten, wenn die entwicklungspsychologisch erforderliche Herauslösung der Anima aus dem Mutterarchetyp nicht gelingt.
Der so entstandene Mutterkomplex wiederum könne nach Jung bei Jungen unter anderem zu Homosexualität, Donjuanismus und Impotenz führen, bei Mädchen zu einer Hypertrophie des Mütterlichen („Bemutterung“ der eigenen Kinder), zu einer Übersteigerung des Eros, zu einer übertrieben engen Bindung an die eigene Mutter, aber auch zu deren völliger Ablehnung.

## Zitat
„Meine Mutter war mir eine sehr gute Mutter. Sie hatte eine große animalische Wärme, war ungeheuer gemütlich und sehr korpulent. Sie hatte für alle Leute ein Ohr; auch plauderte sie gern, und das war wie ein munteres Geplätscher. Sie hatte eine ausgesprochene literarische Begabung, Geschmack und Tiefe. Aber das kam eigentlich nirgends recht zum Ausdruck; es blieb verborgen hinter einer wirklich lieben dicken alten Frau, die sehr gastfreundlich war, ausgezeichnet kochte und viel Sinn hatte für Humor. Sie hatte alle hergebrachten traditionellen Meinungen, die man haben kann, aber handkehrum trat bei ihr eine unbewußte Persönlichkeit in Erscheinung, die ungeahnt mächtig war – eine dunkle, große Gestalt, die unantastbare Autorität besaß – darüber gab’s keinen Zweifel.“

„Bist meine Mutter und Deine Liebe ist meine Sklaverei.“